# Hôpital de Niuvanniemi
L'hôpital de Niuvanniemi  (finnois : Niuvanniemen sairaala) est un hôpital psychiatrique médico-légal situé dans le quartier de Niuva à Kuopio en Finlande,,.

## Présentation
C'est le second hôpital psychiatrique médico-légal de Finlande avec l'ancien hôpital de Vaasa.
La majorité des patients Niuvanniemi sont des patients psychiatriques médico-légaux et tous sont admis à un traitement involontaire.
L'hôpital psychiatrique médico-légal de Niuvanniemi dépend de l'institut national de la santé et du bien-être.